# Stephen Arigbabu
Stephen Olumide Arigbabu (* 15. Februar 1972 in Hannover) ist ein deutscher Basketballtrainer und ehemaliger -spieler.

## Spielerlaufbahn
Stephen Arigbabu spielte als Jugendlicher Handball und Fußball sowie ab seinem 14. Lebensjahr Basketball. Er wurde basketballerisch beim TK Hannover ausgebildet. Er begann in Hannover eine Lehre zum Energieelektroniker, die er später in Braunschweig abschloss. Im August 1989 war er bei der Kadetten-Europameisterschaft in Spanien mit 15,7 Punkten je Begegnung bester Korbschütze der bundesdeutschen Mannschaft. Im Sommer 1990 erzielte er bei der Junioren-EM in den Niederlanden 10,5 Punkte je Begegnung. Arigbabu galt als der beste deutsche Innenspieler seines Jahrgangs und beherrschte seine Gegner insbesondere dank seiner körperlichen Überlegenheit. Mehrere Vereine, darunter die damals beste deutsche Vereinsmannschaft Bayer Leverkusen, warben um die Dienste Arigbabus, der sich aber 1991 zum Wechsel zur SG Braunschweig entschied. Die SG lockte ihn mit der Zusage, viel Einsatzzeit zu erhalten und seine Ausbildung abschließen zu können.
In seiner ersten Bundesliga-Saison in Braunschweig, 1991/92, war Arigbabu gleich Stammspieler (10,5 Punkte und 8,1 Rebounds/Spiel). Im Spieljahr 1992/93 führte er die Bundesliga mit 11,9 Rebounds je Begegnung an, hinzu kamen 11 Punkte im Schnitt. 1993/94 stieg Arigbabu mit Braunschweig aus der Bundesliga ab, er selbst hatte in der Abstiegssaison 11,7 Punkte und 8,4 Rebounds pro Begegnung erreicht. Sein jüngerer Bruder David Arigbabu war 1993/94 sein Mannschaftskollege bei der SG.
Stephen Arigbabu, der im Sommer 1994 nach 1992 an seiner zweiten U22-Europameisterschaft teilnahm, wechselte zur Saison 1994/95 zum SSV Ulm 1846. Im DBB-Pokal-Endspiel 1995 unterlag er mit der Mannschaft knapp Bayer Leverkusen. 1996 errang er dann mit Ulm den Sieg im DBB-Pokal, Arigbabu erzielte in der Bundesliga-Saison 1995/96 im Schnitt 16,1 Punkte und 7,5 Rebounds pro Spiel für die Ulmer. Von 1996 bis 1998 spielte er bei Alba Berlin, wurde mit den Hauptstädtern 1997 deutscher Meister und Pokalsieger sowie 1998 erneut deutscher Meister. Seine Werte in den beiden Meisterjahren mit Berlin: 5,4 Punkte, 4,5 Rebounds/Spiel (1996/97); 6,9 Punkte, 4,1 Rebounds/Spiel (1997/98). Während seiner Berliner Zeit musste er sich im Jahr 1997 einer Operation am Ellbogen unterziehen. Arigbabu zog es nach den Berliner Jahren nach Griechenland.
2001 kehrte er in die Bundesliga zurück, erhielt von Köln zunächst einen Kurzzeitvertrag, der im November 2001 in einen Zweijahresvertrag umgewandelt wurde. Mit den Rheinländern wurde er 2001/02 deutscher Vizemeister.
Seinen größten Erfolg in einem europäischen Vereinswettbewerb feierte Arigbabu 2004, als er mit dem Mitteldeutschen BC den FIBA Europe Cup gewann, obwohl der Klub im Laufe der Saison bankrottging. Arigbabu war seinerzeit MBC-Mannschaftskapitän und trug zum Europapokalsieg im Endspiel acht Punkte bei.
Er spielte 2004/05 in Italien, ging noch einmal zu Alba Berlin zurück (3,1 Punkte, 2,3 Rebounds/Spiel in der Bundesliga-Saison 2005/06), spielte wieder in Italien und dann wieder in Griechenland. Dass er jahrelang in Griechenland spielte und auf diesem Weg eine andere Kultur und Lebensweise kennenlernte, habe ihn „persönlich sehr geprägt“, sagte Arigbabu im Juni 2011.
Nach der Spielzeit 2009/10, in der er für Marousi Athen in Griechenland auf Korbjagd ging, mit der Mannschaft Meisterschaftsdritter und an der Euroleague teilnahm, gab er am 7. Juli 2010 das Ende seiner Laufbahn bekannt. Arigbabu, zu dessen Stärken eine körperbetonte Spielweise, das „Lesen des Spiels“ und seine Arbeitseinstellung gehörten, erklärte den Schritt mit dem Vorhaben, mehr Zeit mit Frau und Kindern verbringen zu wollen.
Nach seiner Zeit als Profispieler lief Arigbabu gelegentlich für die Altherrenmannschaft des DBV Charlottenburg auf und wurde deutscher Meister in der Altersklasse Ü35.

### Nationalmannschaft
Im Laufe seiner Karriere kam er auf der Position des Centers zu 166 Länderspielen für Deutschland. 2001 stand er mit der Mannschaft im EM-Halbfinale. Er gewann mit der DBB-Auswahl Bronze bei der Weltmeisterschaft 2002 und Silber bei der Europameisterschaft 2005. Seine Karriere im Nationaldress beendete er 2006 und wurde in Berlin offiziell von der Nationalmannschaft verabschiedet. Am 31. August 2007 wurde er aufgrund des Ausfalls von Sven Schultze für die Basketball-Europameisterschaft 2007 in Spanien nachnominiert. Mit der Nationalmannschaft erreichte er den fünften Platz im Spiel gegen Kroatien.

## Trainerlaufbahn
Arigbabu gründete 2010 einen Bekleidungsvertrieb für Übergrößen und schlug eine Trainerlaufbahn ein. Zur Saison 2010/11 wurde er Cheftrainer des Regionalligisten BSW Sixers aus Sandersdorf. Dort trat er die Nachfolge von Chuck Evans an, der aus persönlichen Gründen von seinem Posten zurücktrat. Mit Ende der Saison 2010/11 standen die Sixers auf dem zweiten Tabellenplatz und stiegen in die Pro B auf. Nach einer guten Saison 2011/12, in der Sandersdorf als Aufsteiger auf Anhieb die Playoffs der Pro B erreichte, konnte man in der folgenden Saison nicht an die Erfolge anknüpfen. Im Dezember 2012 wurde der Vertrag zwischen Arigbabu und dem Verein „in beiderseitigem Einverständnis“ aufgelöst.
Am 3. Mai 2013 gab der Deutsche Basketball-Bund Arigbabus Verpflichtung als Assistenztrainer der deutschen U18-Basketballnationalmannschaft bekannt. In der Saison 2013/14 hospitierte er für mehrere Monate beim Basketball-Bundesligisten SC Rasta Vechta. Zur Saison 2014/15 übernahm er dort das Traineramt. Im Januar 2015 wurde Arigbabu jedoch aufgrund ausbleibenden sportlichen Erfolgs wieder von seinen Aufgaben entbunden.
Zur Saison 2016/17 wurde Arigbabu neuer Co-Trainer des Erstligisten Basketball Löwen Braunschweig, die zuvor den ehemaligen Basketball-Bundestrainer Frank Menz als neuen Cheftrainer verpflichtet hatten. Im Sommer 2016 betreute Stephen Arigbabu als Assistenztrainer die A2-Nationalmannschaft des Deutschen Basketball-Bundes.
Arigbabu beendete seine einjährige Tätigkeit als Braunschweiger Co-Trainer nach der Saison 2016/17 und wechselte in derselben Funktion zum Bundesliga-Konkurrenten s.Oliver Würzburg, wo er unter dem früheren Bundestrainer Dirk Bauermann und unter Denis Wucherer arbeitete. Im Sommer 2019 wurde Arigbabus in Würzburg auslaufender Vertrag nicht verlängert. Er wurde anschließend als Trainer an der Vasas Akadémia in Ungarn tätig, wo er mit Harald Stein auf einen Landsmann traf. Arigbabu übernahm bei dem Verein in Budapest Traineraufgaben im Jugendbereich und wurde Co-Trainer der Herrenmannschaft (zweite ungarische Liga). Im Oktober 2022 wurde er zum Cheftrainer der Herrenmannschaft befördert. Im Sommer 2024 wurde er zusätzlich Co-Trainer der deutschen U17- und 2025 Cheftrainer der deutschen U18-Nationalmannschaft.

## Auszeichnungen und Erfolge
- 1996 Deutscher Pokalsieger mit SSV Ulm
- 1997 Deutscher Meister und Pokalsieger mit Alba Berlin
- 1998 Deutscher Meister mit Alba Berlin
- 2001 4. Platz bei der EM mit Deutschland
- 2002 Bronzemedaille bei der WM mit Deutschland
- 2003 Bundesliga-All Star
- 2004 Gewinner des FIBA Europe Cups mit dem MBC
- 2005 Vizeeuropameister mit Deutschland
- 2006 Deutscher Pokalsieger mit Alba Berlin
- 2007 5. Platz bei der EM in Spanien mit Deutschland
- 2011 Aufstieg in die Pro B als Trainer der BSW Sixers
- U18-B-Europameister 2014 als Co-Trainer

## Privatleben
Arigbabu ist verheiratet und hat zwei Kinder. Seine Tochter Danelle schlug ebenfalls eine Leistungsbasketballkarriere ein. Er ist Freizeitangler. Sein Vater stammt aus Nigeria.